# Vervoer

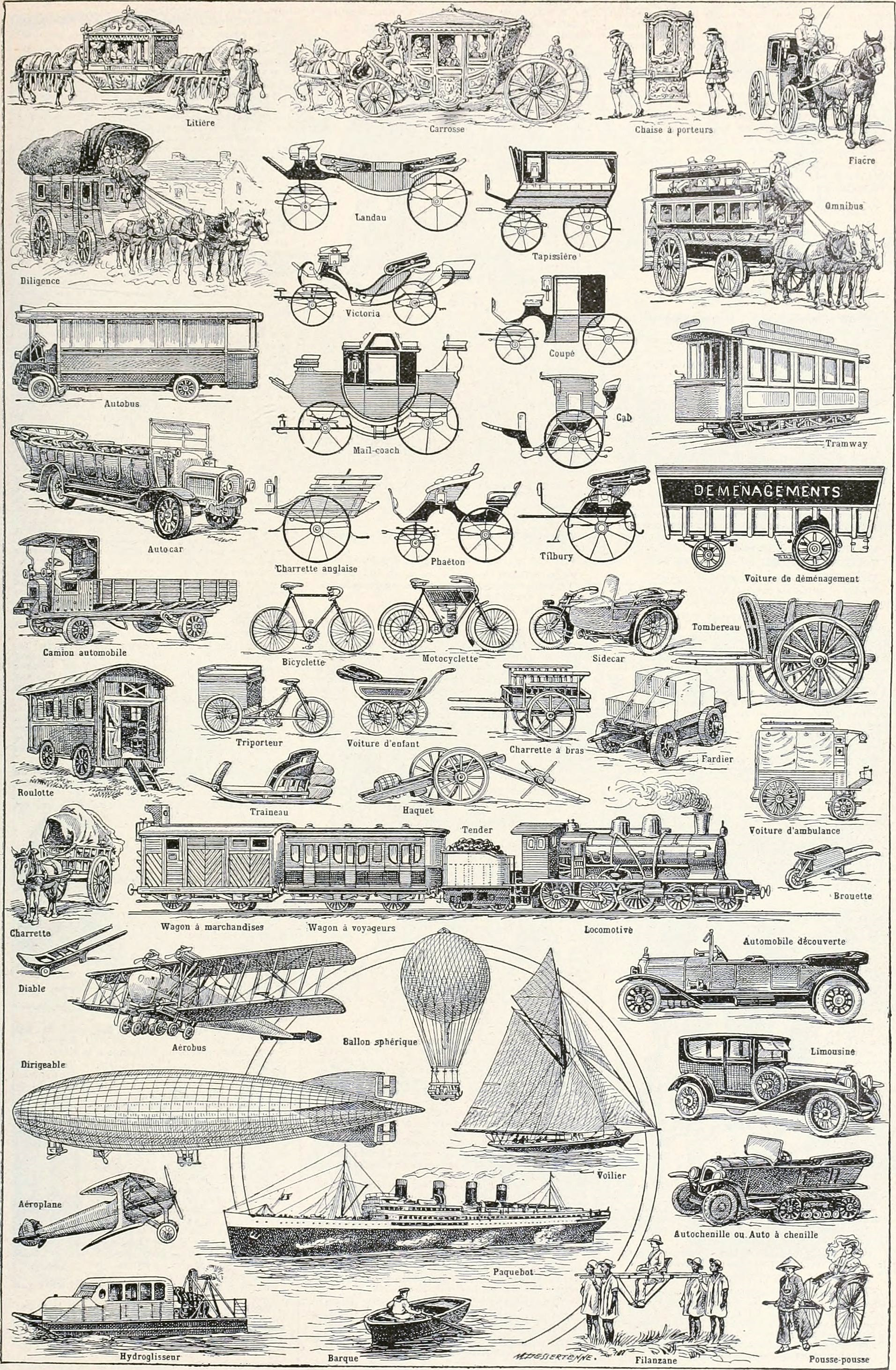

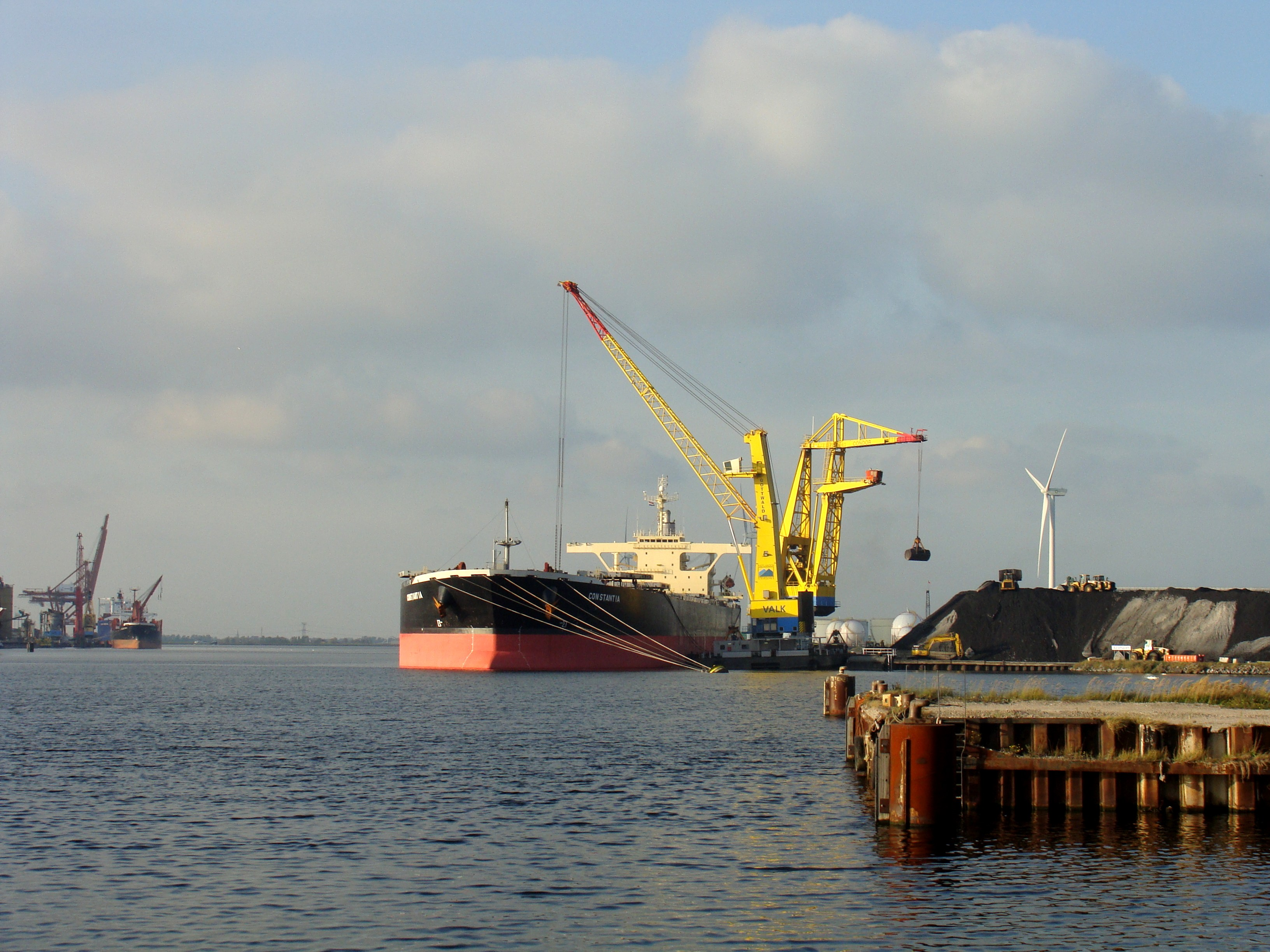
Overslag van steenkool in de haven van Amsterdam

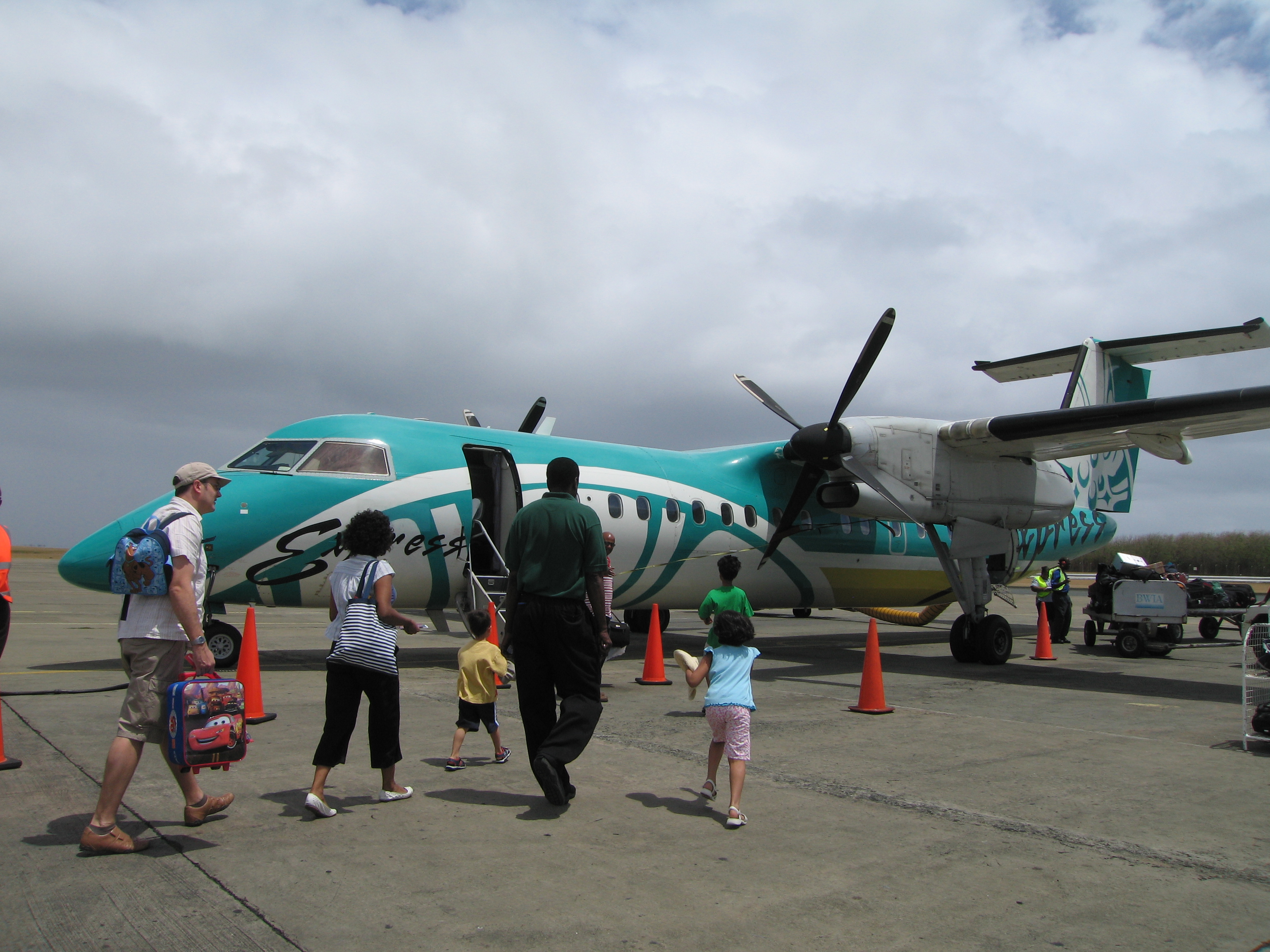
Passagiers gaan aan boord van een vliegtuig

Vervoer of transport is het verplaatsen van personen of goederen. Dit kan met bijvoorbeeld de auto, fiets, trein, per vliegtuig of schip. Voor de verschillende soorten transport is de aanwezigheid van specifieke infrastructuur noodzakelijk.  
Vervoer van tastbare, materiële zaken betreft bijvoorbeeld goederenvervoer, transport van olie en vloeibaar aardgas, veetransport en personenvervoer.
Daarnaast bestaan er verschillende nutsvoorzieningen, bijvoorbeeld elektriciteitstransport via een elektriciteitsnet, watertransport via een waterleiding, aardgasvoorziening  en datatransport.
Materieel vervoer maakt gebruik van vervoermiddelen, wegen, waterwegen, spoorlijnen. Het proces van verplaatsing wordt verkeer genoemd. De nutsvoorzieningen maken gebruik van kabels,  hoogspanningsmasten en pijpleidingen.
In Nederland is Boek 8, Verkeersmiddelen en vervoer van het Burgerlijk Wetboek van toepassing op vervoer.

## Personenvervoer
Vervoer van personen wordt personenvervoer genoemd. Dit kan zijn:
- particulier personenvervoer: auto, motor, fiets, boot, privéjet, kinderwagen
- collectief personenvervoer.

### Nederland
Met collectief personenvervoer wordt in Nederland bedoeld:
- openbaar vervoer
  - treinvervoer
  - OV te water
  - stads- en streekvervoer
- besloten busvervoer (bijvoorbeeld dagtochten)
- taxivervoer.
- watertaxi

Op het personenvervoer is de Wet personenvervoer 2000 en de Amvb Besluit personenvervoer 2000 van toepassing.
Afdeling 5. 'Overeenkomst tot binnenlands openbaar personenvervoer' van Boek 8 van het Burgerlijk Wetboek, definieert in artikel 100 de overeenkomst van personenvervoer, 'waarbij de ene partij (de vervoerder) zich tegenover de andere partij verbindt aan boord een of meer personen (reizigers) en al dan niet hun handbagage binnen Nederland te vervoeren, hetzij over spoorwegen hetzij op andere wijze en dan volgens een voor een ieder kenbaar schema van reismogelijkheden' (dienstregeling).
Artikel 108 bepaalt dat 'de vervoerder niet aansprakelijk is voor schade die is veroorzaakt door vertraging, door welke oorzaak dan ook vóór, tijdens of na het vervoer opgetreden, dan wel is veroorzaakt door welke afwijking van de dienstregeling dan ook'.
Toch bieden sommige vervoerders een vergoeding, NS heeft bijvoorbeeld de regeling Geld terug bij vertraging.
Zie ook de bepalingen voor gebruikers van voorzieningen van het openbaar vervoer in Nederland.

## Geschiedenis
Oude vormen van personenvervoer zijn het berijden van een paard en vervoer per postkoets of trekschuit. De evolutie van het transport is sinds de industriële revolutie in een stroomversnelling geraakt, en nauw verbonden met nieuwe technologieën. Uitvindingen zoals de fiets en vooral de spoorwegen, auto en vliegtuig hebben nieuwe mogelijkheden gebracht. Sommige moderne vliegtuigen kunnen 200 of meer passagiers vervoeren.

## Goederenvervoer

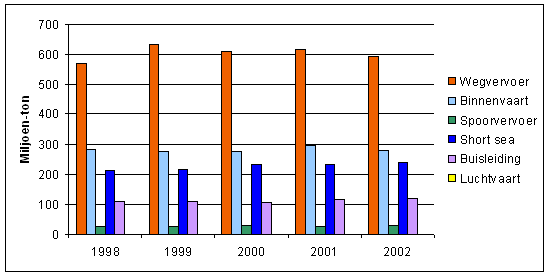
Goederenvervoer per modaliteit in Nederland (bron:CBS / AVV)

Goederenvervoer is het verplaatsen van goederen (vracht) over de weg per vrachtauto, over het water per schip, over spoorrails per trein (vaak een aparte goederentrein), door de lucht per vliegtuig en door pijpleidingen. Goederenvervoer kan deel uitmaken van logistieke dienstverlening.
Men spreekt van multimodaal of gecombineerd vervoer als goederen opeenvolgend met verschillende middelen worden vervoerd. Een bijzondere vorm daarvan is intermodaal vervoer; dat is wanneer het hele voertuig of een oplegger mee op de boot of de trein gaat, soms ook in het vliegtuig.
In het goederenvervoer is de informatiebehoefte zeer belangrijk. Er is ook een verschuiving te zien hoe deze informatie beschikbaar wordt gesteld. Een standaard is EDI, electronic data interchange
Goederen worden voor statistieken meestal onderverdeeld in groepen. Een veel gebruikte Europese indeling is de NSTR.
Voor professioneel vervoer heeft de vervoerder een binnenlandse of internationale vergunning nodig en moet meestal een vrachtbrief worden opgesteld.

## Vervoermiddelen
- Wegvervoer
  - personenvervoer - vierwielers: auto, bus, ambulance, taxi; tweewielers: motor, bromfiets, scooter, solex, fiets, elektrische fiets
  - goederenvervoer - vrachtwagen, containerwagen, bestelwagen, tractor, oplegger
  - systeemtransport; dit is transport waarbij volgens een vaste systematiek, goederen worden vervoerd.
  - speciale lading: tankauto, koelwagen
  - veevervoer - veewagen
- Spoorwegen
  - personenvervoer - trein of passagierstrein, tram, metro (ondergrondse), zweeftrein, HSL of HST/TGV
  - goederenvervoer - goederentrein, containertrein
- Scheepvaart
  - passagiersvervoer - passagiersschip, hovercraft, veerpont, catamaran, draagvleugelboot
  - goederenvervoer - vrachtschip, bulkcarrier, containerschip, binnenvaartschip, koelschip, zwareladingschip, autoschip
  - veeschip
  - brandstoftransport - tanker, bulkcarrier
  - werkschepen - sleephopperzuiger, snijkopzuiger, steenstorter, pipelayer, kabellegger
  - recreatie - zeil/motorjacht, cruiseschip
- Amfibisch vervoer
  - amfibische oorlogvoering
  - recreatie
- Luchtvaart
  - passagiersvervoer - passagiersvliegtuig, helikopter, privéjet, zeppelin
  - recreatie - zweefvliegtuig, sportvliegtuig
  - vrachtvervoer - vrachtvliegtuig, combi-vliegtuig

## Vervoer en duurzaamheid

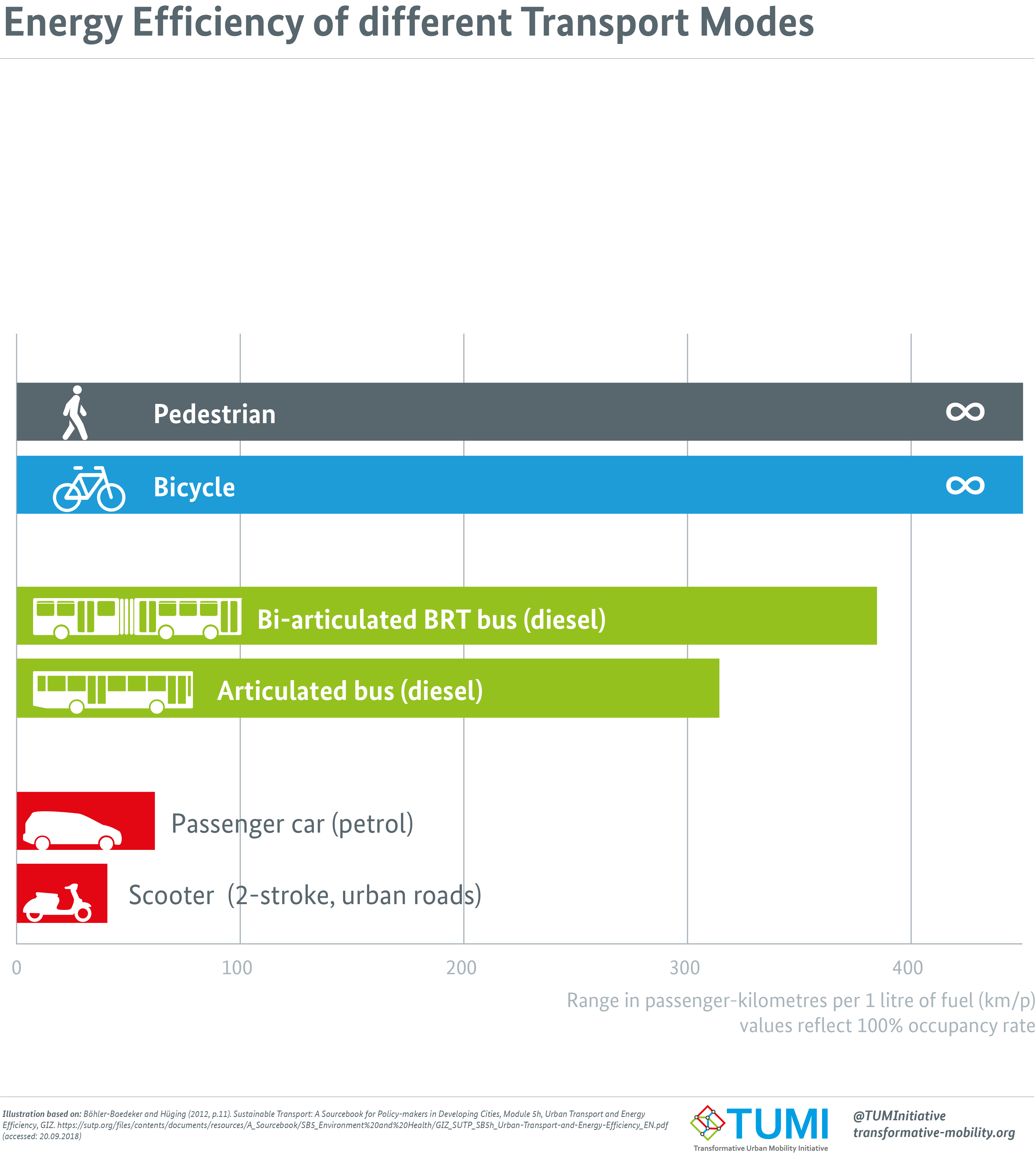
Energie-efficiëntie van verschillende transportmodi

Hoewel er duurzame vormen van vervoer bestaan is vervoer tot op heden, in zijn geheel bezien, niet duurzaam. Ten eerste heeft de aanleg van verkeersinfrastructuur negatieve effecten, zoals het gebruik van natuurlijke hulpbronnen en grootschalige verstoring van de natuur. Ook de productie van de transportmiddelen verloopt doorgaans niet op duurzame wijze. Omdat veruit de meeste vervoermiddelen worden aangedreven door fossiele brandstoffen, draagt vervoer bij aan geluidsoverlast en luchtvervuiling, onder andere door fijnstof.
Vervoer en transport dragen daarnaast sterk bij aan de uitstoot van broeikasgassen. Het aandeel van vervoer in de totale uitstoot van broeikasgassen in Europa is gestegen van 15 procent in 1990, naar 25 procent in 2017.
Inmiddels spannen vele betrokken partijen zich in om vervoer te verduurzamen. Zo wordt er bijvoorbeeld gewerkt aan efficiëntere voertuigen en een vergroting van de efficiency van het transportsysteem in zijn geheel, bijvoorbeeld door het gebruik van slimme en digitale technologieën. Daarnaast wordt er gewerkt aan een betere recycling van de vervoermiddelen. Van groot belang is het vervangen van fossiele brandstoffen door alternatieve brandstoffen of door aandrijving op basis van elektriciteit. In het in 2019 in Nederland gesloten Klimaatakkoord zijn specifieke afspraken gemaakt over de verduurzaming van de sector mobiliteit. In 2019 stelde de Europese Commissie zich tot doel dat de broeikasgasemissies door vervoer in 2050 90% lager moeten zijn.
Het reduceren van de uitstoot van broeikasgassen door vervoer is moeilijk omdat het gunstige effect van doorgevoerde verbeteringen verloren dreigt te gaan door de voortdurende snelle groei van het transport van personen en vracht.
Personenvervoer per trein wordt wel gezien als alternatief voor vervoer per vliegtuig, zie: Toekomst treinverkeer als alternatief voor Luchtvaart binnen Europa op Luchtvaart.